# Haliotis rubiginosa
Haliotis rubiginosa (em inglês Lord Howe abalone) é uma espécie de molusco gastrópode marinho pertencente à família Haliotidae. Foi classificada por Reeve, em 1846. É nativa do sudoeste do oceano Pacífico, em águas rasas da Austrália e região próxima.

## Descrição da concha
Haliotis rubiginosa apresenta concha oval e funda, com lábio externo pouco encurvado e com visíveis e profundos sulcos espirais em sua superfície, por vezes calosos, atravessados por estrias de crescimento. Chegam de 3.5 até 5 centímetros e são de coloração creme, com manchas marmoreadas de coloração marrom a avermelhada. Os furos abertos na concha, de 4 a 5 geralmente, são circulares e elevados. Região interna madreperolada, iridescente, apresentando o relevo da face externa visível.

## Distribuição geográfica
Haliotis rubiginosa ocorre em águas rasas da zona entremarés à zona nerítica, no sudoeste do oceano Pacífico, na costa nordeste da Austrália, em Queensland, ilha Lord Howe e Tonga.